# Halcyon Hot Springs
Halcyon Hot Springs är en källa i Kanada.   Den ligger i provinsen British Columbia, i den södra delen av landet, 3 100 km väster om huvudstaden Ottawa. Halcyon Hot Springs ligger 543 meter över havet. Den ligger vid sjöarna  Lower Arrow Lake och Upper Arrow Lake.
Terrängen runt Halcyon Hot Springs är bergig åt nordost, men åt sydväst är den kuperad. Trakten runt Halcyon Hot Springs är nära nog obefolkad, med mindre än två invånare per kvadratkilometer.. Det finns inga samhällen i närheten.
I omgivningarna runt Halcyon Hot Springs växer i huvudsak blandskog.